# Arber Xhekaj
Arber Xhekaj, né le 30 janvier 2001 à Hamilton en Ontario au Canada, est un joueur professionnel canadien de hockey sur glace qui évolue au poste de défenseur pour les Canadiens de Montréal dans la Ligue nationale de hockey (LNH).

## Biographie

### Carrière junior

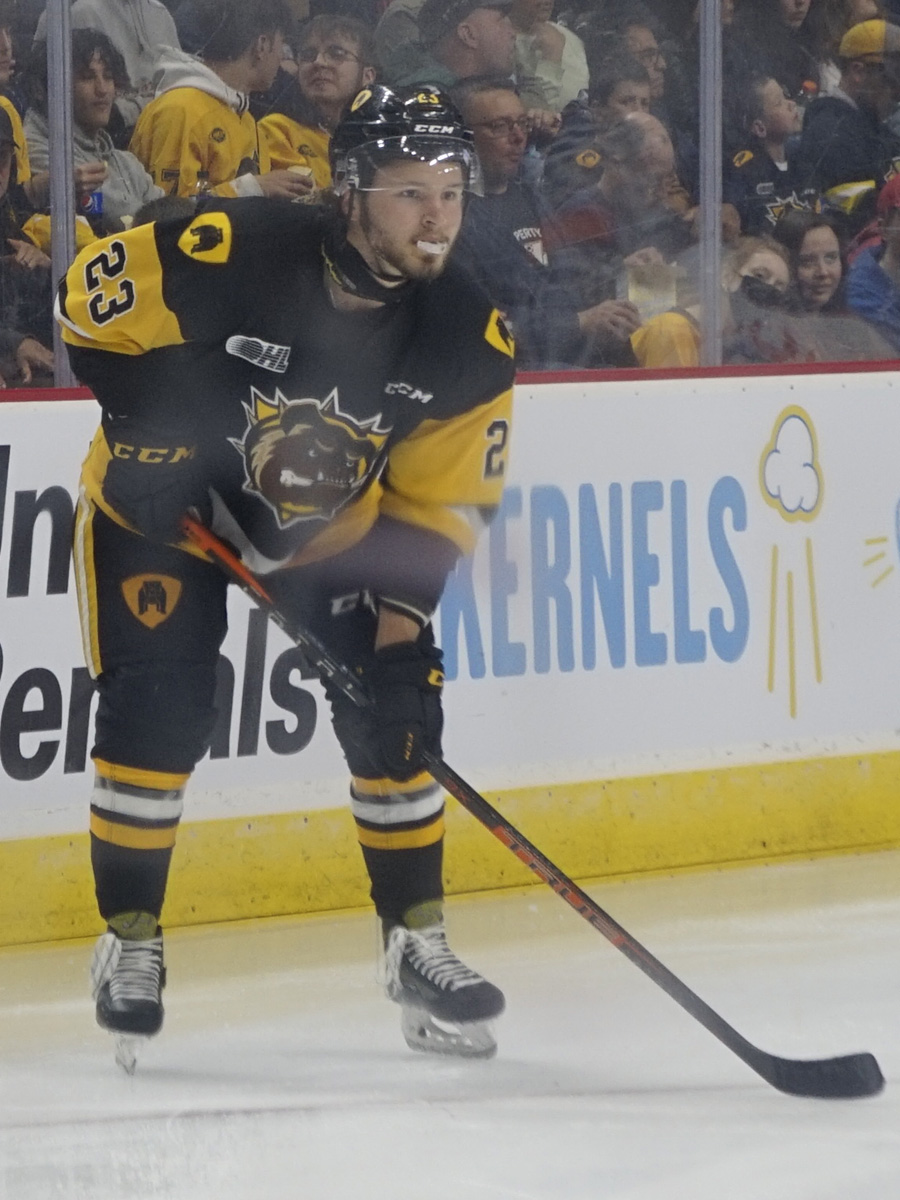
En 2021-2022, Xhekaj joue aux côtés de Mason McTavish

Non choisi lors d'un repêchage de la LHO, il signe un contrat avec les Rangers de Kitchener le 31 août 2018. Xhekaj joue cette saison 2018-2019 avec les Rangers et la termine avec 2 buts, 1 aide et 39 minutes de punitions en 59 matchs. Les Rangers terminent la saison au 5e de la conférence de l'ouest et se qualifient pour les séries éliminatoires. En séries éliminatoires, ils se font balayer en 4 matchs par le Storm de Guelph, qui vont par la suite gagner la coupe J.-Ross-Robertson, remis annuellement au champion des séries éliminatoires dans la LHO.
La saison suivante, en 2019-2020, Xhekaj monte son jeu d'un cran et obtient 6 buts, 11 aides et 88 minutes de punitions en 51 matchs. Due à la pandémie de Covid-19, la saison est arrêtée. La saison suivante est elle aussi annulé pour cette raison.
Non repêché, il signe un contrat de recrue avec les Canadiens de Montréal, le 4 octobre 2021. Xhekaj commence la saison 2021-2022 avec les Rangers et après 18 parties, il est échangé aux Bulldogs de Hamilton. Il termine la saison avec 12 buts, 22 aides et 138 minutes de punition en 51 matchs. En séries éliminatoires, les Bulldogs balayent les Petes de Peterborough et les Steelheads de Mississauga lors des deux premiers tours. En finale de conférence, ils balayent le Battalion de North Bay et atteignent la finale pour la 2e fois de l'histoire de la franchise en tant que Bulldogs d'Hamilton. Xhekaj et son équipe mettent la main sur la Coupe J.-Ross Robertson en battant les Spitfires de Windsor. En Coupe Memorial, les Bulldogs s'inclinent par la marque 6-3 en finale face aux Sea Dogs de Saint-Jean.

### Carrière professionnelle
Xhekaj joue son premier match dans la LNH le 12 octobre 2022 dans une victoire 4-3 contre les Maple Leafs de Toronto. Ainsi, il devient le premier joueur de l'histoire de la LNH  à avoir un nom de famille qui commence par la lettre X. Il obtient son premier point 3 jours plus tard, le 15 octobre 2022, dans une défaite 3-1 contre les Capitals de Washington. Il inscrit son premier but le 22 octobre 2022 dans une défaite de 5-2 contre les Stars de Dallas. Dès ses débuts dans la ligue nationale, Xhekaj se bâtit une réputation d’homme fort. Notamment grâce à un combat remporté facilement l'opposant au dur à cuire, Zack Kassian, le 20 octobre 2022 au centre Bell. Sa première saison professionnelle prend fin en février 2023 alors qu'il doit subir une opération à l'épaule à la suite d'un combat avec Vincent Desharnais (en) des Oilers d'Edmonton.
Le 30 juillet 2024 Xhekaj signe un nouveau contrat de deux ans de 2,6 millions $ avec les Canadiens de Montréal.

### Vie privée
Arber Xhekaj est le fils de Jack et Simona Xhekaj, un Albanais et une Tchèque qui ont tous deux immigré au Canada dans les années 1990. Ces derniers se sont rencontrés grâce à des amis communs après s'être installé à Hamilton en Ontario et se sont mariés le 1er mai 1999. Arber naît dans cette ville le 30 janvier 2001. La famille comprend également son frère Florian et ses sœurs Sophia et Dominika,.
Xhekaj travaillait à un Costco à Hamilton pendant la pandémie de Covid-19 lorsque la saison 2020-2021 de la LHO a été annulée. Son frère, Florian, est aussi un joueur de hockey qui évolue pour le Rocket de Laval dans la LAH.

## Statistiques
| Saison     | Équipe                       | Ligue          |                            | Saison régulière           | Saison régulière           | Saison régulière           | Saison régulière           | Saison régulière           |                            | Séries éliminatoires       | Séries éliminatoires       | Séries éliminatoires       | Séries éliminatoires | Séries éliminatoires |
| Saison     | Équipe                       | Ligue          | PJ                         | B                          | A                          | Pts                        | Pun                        | PJ                         | B                          | A                          | Pts                        | Pun                        |                      |                      |
| 2015-2016  | Toronto Titans U15 AAA       | GTHL U15       | Statistiques indisponibles | Statistiques indisponibles | Statistiques indisponibles | Statistiques indisponibles | Statistiques indisponibles | Statistiques indisponibles | Statistiques indisponibles | Statistiques indisponibles | Statistiques indisponibles | Statistiques indisponibles |                      |                      |
| 2016-2017  | Mississauga Senators U16 AAA | GTHL U16       |                            | 1                          | 9                          | 10                         |                            | -                          | -                          | -                          | -                          | -                          |                      |                      |
| 2017-2018  | Falcons de St. Catherines    | GOJHL          | 46                         | 4                          | 18                         | 22                         | 110                        | 11                         | 0                          | 1                          | 1                          | 24                         |                      |                      |
| 2018-2019  | Rangers de Kitchener         | LHO            | 59                         | 2                          | 1                          | 3                          | 39                         | 4                          | 0                          | 0                          | 0                          | 2                          |                      |                      |
| 2019-2020  | Rangers de Kitchener         | LHO            | 51                         | 6                          | 11                         | 17                         | 88                         | -                          | -                          | -                          | -                          | -                          |                      |                      |
| 2021-2022  | Rangers de Kitchener         | LHO            | 18                         | 6                          | 11                         | 17                         | 54                         | -                          | -                          | -                          | -                          | -                          |                      |                      |
| 2021-2022  | Bulldogs de Hamilton         | LHO            | 33                         | 6                          | 11                         | 17                         | 84                         | 18                         | 6                          | 10                         | 16                         | 50                         |                      |                      |
| 2022       | Bulldogs de Hamilton         | Coupe Memorial | 5                          | 0                          | 5                          | 5                          | 8                          | -                          | -                          | -                          | -                          | -                          |                      |                      |
| 2022-2023  | Canadiens de Montréal        | LNH            | 51                         | 5                          | 8                          | 13                         | 101                        | -                          | -                          | -                          | -                          | -                          |                      |                      |
| 2023-2024  | Rocket de Laval              | LAH            | 17                         | 3                          | 8                          | 11                         | 34                         | -                          | -                          | -                          | -                          | -                          |                      |                      |
| 2023-2024  | Canadiens de Montréal        | LNH            | 44                         | 3                          | 7                          | 10                         | 81                         | -                          | -                          | -                          | -                          | -                          |                      |                      |
| 2024-2025  | Canadiens de Montréal        | LNH            | 70                         | 1                          | 5                          | 6                          | 118                        | 3                          | 0                          | 0                          | 0                          | 4                          |                      |                      |
| Totaux LNH | Totaux LNH                   | Totaux LNH     | 165                        | 9                          | 20                         | 29                         | 300                        | 3                          | 0                          | 0                          | 0                          | 4                          |                      |                      |